# Cesanese del Piglio
Cesanese del Piglio o semplicemente Piglio è una tipologia di vino DOCG Cesanese del Piglio prodotta nei comuni di Piglio, Serrone, Acuto, Anagni, Paliano in provincia di Frosinone, nel Lazio.

## Vitigni con cui è consentito produrlo
- Cesanese d'Affile e/o Cesanese comune minimo 90%
- altri vitigni a bacca nera, idonei alla coltivazione per la provincia di Frosinone fino ad un massimo del 10%.

## Tecniche produttive
I nuovi impianti ed i reimpianti dovranno avere una densità non inferiore ai 3 000 ceppi/ettaro.
È vietata ogni pratica di forzatura, ma consentita l'irrigazione di soccorso.
Tutte le operazioni di vinificazione e imbottigliamento debbono essere effettuate nella zona DOCG.
Richiede l'invecchiamento fino al 1º febbraio dell'anno successivo alla vendemmia.

## Caratteristiche organolettiche
- colore: rosso rubino con riflessi violacei;
- odore: caratteristico del vitigno di base;
- sapore: morbido, leggermente amarognolo, secco;

## Informazioni sulla zona geografica
Vedi: Cesanese del Piglio DOCG

## Storia
Vedi: Cesanese del Piglio DOCG

## Produzione
Provincia, stagione, volume in ettolitri
- Frosinone (1990/91) 2471,95
- Frosinone (1991/92) 1061,76
- Frosinone (1992/93) 1601,01
- Frosinone (1993/94) 2732,01
- Frosinone (1994/95) 2576,36
- Frosinone (1995/96) 1467,44
- Frosinone (1996/97) 1493,25